# Pseudanthias olivaceus
Pseudanthias olivaceus är en fiskart som först beskrevs av Randall och Mccosker 1982.  Pseudanthias olivaceus ingår i släktet Pseudanthias och familjen havsabborrfiskar. Inga underarter finns listade i Catalogue of Life.